# Bengt Holmberg (fysiker)
Bengt Rudolf Holmberg, född 1 december 1919 i Lund, död 5 april 2010 i Johannebergs församling, Göteborg, var en svensk fysiker.
Holmberg, som var son till köpman Rudolf Holmberg och Hanna Bengtsson, blev filosofie licentiat vid Lunds universitet 1945 och filosofie doktor där 1948 med en avhandling om neutronspridning. Han var docent i mekanik och matematisk fysik vid Lunds universitet 1949–1956, i teoretisk kärnfysik vid  Kungliga Tekniska högskolan 1957–1958, laborator vid Försvarets forskningsanstalt (FOA) 1956–1958, i mekanik vid Chalmers tekniska högskola 1958–1960 och professor i mekanik där 1960–1985. 
Holmberg författade skrifter i bland annat teoretisk fysik och invaldes 1970 som ledamot av Kungliga Vetenskaps- och Vitterhetssamhället i Göteborg.